# Tachyphyle albisparsa
Tachyphyle albisparsa är en fjärilsart som beskrevs av W. Warren 1907. Tachyphyle albisparsa ingår i släktet Tachyphyle och familjen mätare. Inga underarter finns listade i Catalogue of Life.